# Huevo cósmico
Un huevo cósmico o huevo del mundo es un tema mitológico y cosmogónico usado en los mitos de creación de muchas culturas y civilizaciones. Típicamente el huevo cósmico representa simbólicamente un comienzo de algún tipo.

## Mitos del Huevo cósmico
En la Cosmología hinduista las primeras ideas de un naciente "Cosmos en forma de huevo" proviene de algunas de las escrituras en sánscrito. El término sánscrito Brahmanda (Brahm significa 'Cosmos' o 'expansión', Anda significa "huevo") como descripción de la partícula creadora que dio origen al universo, el cual frotaba sobre Ap (las aguas primordiales (el océano cósmico) antes de que emergiera el universo. Entre los mitos Hindú que hacen referencia al tema destaca el de la diosa Ammavaru. Igualmente está relacionado con el concepto 
de Hiranyagarbha (que significa matriz dorada), y hace referencia a la matriz universal; siendo esta la fuente de la creación del universo o el cosmos manifestado en la filosofía védica.
En el caso de la mitología egipcia la aparición del Huevo cósmico se atribuye a la intervención de Ogdóada y/o de la deidad Tot.

## La ciencia y el mito del Huevo cósmico
Huevo cósmico es también un concepto cosmológico desarrollado en los años 1930 y explorado por los teóricos durante las dos décadas siguientes. La idea viene de la aparente necesidad de reconciliar las ideas de Georges Lemaître, corroboradas empíricamente por Edwin Hubble, sobre que nuestro universo es un universo en expansión, basándose en las ecuaciones de la teoría de la relatividad general de Einstein).

### Teorías científicas equivalentes al mito del Huevo cósmico
La conjetura afirmaba que hace varios miles de millones de años toda la masa del universo estaba comprimida en un volumen unas treinta veces el tamaño de nuestro sol, y desde este estado se expandió hasta su estado actual (el Big Bang). 
Otra propuesta relacionada afirmaba que la gravedad estaría ralentizando gradualmente la expansión cósmica, y que en algún momento del futuro el universo podría volver a contraerse hasta formar una nueva singularidad espaciotemporal (equivalente un nuevo huevo cósmico), proceso conocido como Big Crunch. Entonces el universo "rebotaría" a otra fase de expansión, y el proceso se repetirá indefinidamente; teoría conocida como teoría del universo oscilante.
Sin embargo, las observaciones actuales muestran una expansión acelerada del universo, por lo que parte de la hipótesis anterior ya no tiene amplia aceptación, aunque es una solución posible de las ecuaciones de campo de Einstein con constante cosmológica nula (aunque en nuestro universo parece tener un valor pequeño pero positivo).

### Teorías científicas alternativas contrarias al mito del Huevo cósmico
Un intento rival de reconciliar un universo eterno con la expansión cósmica es la teoría del estado estacionario desarrollada por Fred Hoyle y otros. Según Hoyle, nunca ocurrió ningún suceso como el Big Bang y la expansión cósmica es eterna, creándose continuamente nueva materia para mantener una densidad constante. Ambas teorías se oponen al más reciente modelo de universo sin límites propuesto por Stephen Hawking, en el que el espaciotiempo surgió de una singularidad espaciotemporal en el Big Bang. En este modelo, cualquier cuestión de lo que ocurrió "antes" del Big Bang carece de significado, dado que el propio tiempo fue creado en ese instante. Pero de hecho últimamente Roger Penrose, en conjunto con su amigo Stephen Hawking, han puesto en tela de juicio si carece de significado hablar de "antes" del Big Bang, agregando así modificaciones al modelo del Big Bang. Igualmente hasta la fecha esto es todavía un tema de discusión.